# ماثيو موس
ماثيو موس هو سياسي نيوزيلندي، ولد في 1 ديسمبر 1863 في دنيدن في نيوزيلندا، وتوفي في 28 فبراير 1946 في لندن في المملكة المتحدة. نشط حزبياً في Western Australian Liberal Party (1911–1917) ‏. وقد انتخب عضو الجمعية التشريعية لأستراليا الغربية ‏.